# Mesopangonius philipi
Mesopangonius philipi är en tvåvingeart som beskrevs av Burger 1988. Mesopangonius philipi ingår i släktet Mesopangonius och familjen bromsar. Inga underarter finns listade i Catalogue of Life.